# Giovanni Battista Rabino

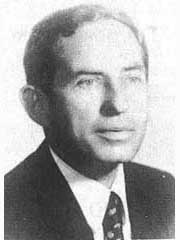
Giovanni Battista Rabino

Giovanni Battista Rabino (* 15. Dezember 1931 in Montaldo Scarampi; † 12. März 2020 in Asti) war ein italienischer Politiker (Democrazia Cristiana, später Partito Popolare Italiano) und Gewerkschaftsfunktionär.

## Leben
Von 1983 bis 1992 gehörte er der Abgeordnetenkammer an. Anschließend war er von 1992 bis 1994 Senator. Später war er Bürgermeister von Montaldo Scarampi.
Rabino starb im März 2020 im Alter von 88 Jahren während der COVID-19-Pandemie in Italien an den Folgen der COVID-19-Erkrankung. Er erkrankte, nachdem er am 18. Februar von einer Reise aus Alassio zurückgekehrt war, und befand sich seit dem 26. Februar in der Intensivstation des Ospedale Cardinal Massaia in Asti.
Rabino war verheiratet und hatte zwei Söhne.